# Rosa spithamea
Rosa spithamea är en rosväxtart som beskrevs av Asa Gray. Rosa spithamea ingår i släktet rosor, och familjen rosväxter. Utöver nominatformen finns också underarten R. s. sonomensis.